# Fair Haven, New York
Fair Haven är en ort i Cayuga County i delstaten New York, USA.